# Hayward Gallery

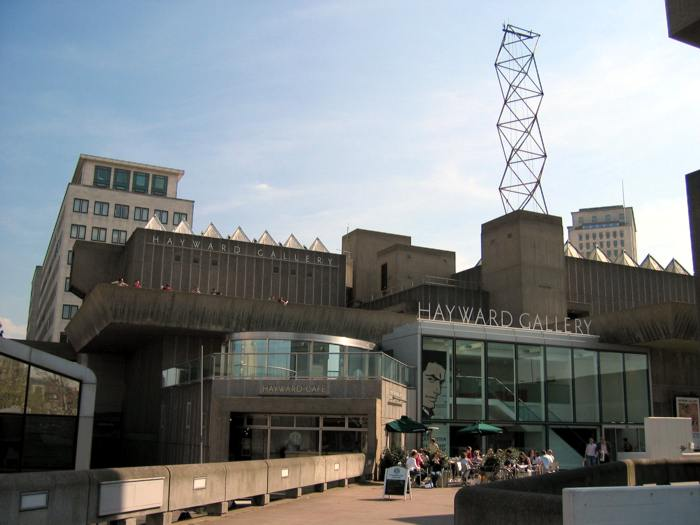
La Hayward Gallery

La Hayward Gallery è una galleria d'arte londinese all'interno del Southbank Centre, un complesso di edifici che formano il più grande centro delle arti d'Europa.
Centro propulsore dell'arte visiva contemporanea, la Hayward Gallery ha organizzato importanti mostre di rilievo internazionale, dai maestri più conosciuti ad artisti esordienti. 
Straordinario esempio di architettura brutalista, la hayward gallery può essere considerato fra i più versatili spazi pubblici del Regno Unito, poiché progettata per ospitare un programma che cambia regolarmente.

## Storia
Inaugurata il 9 luglio 1968 dalla regina Elisabetta, la Hayward Gallery prende il nome dal defunto Sir Isaac Hayward, l'ex leader del London County Council.
L'edificio è stato progettato come aggiunta al complesso del Southbank Centre insieme alla Queen Elizabeth Hall e alla Purcell Room da un gruppo di giovani architetti  del Dipartimento di Architettura e Design Urbano del Greater London Council guidati da Norman Engleback, ed è stata costruita dalla compagnia Higgs e Hill.
Il direttore fondatore della galleria è stato Joanna Drew, e fino al 1986 la gestione è stata affidata all'Art Council della Gran Bretagna: oggi la galleria è gestita dal complesso del Southbank Centre e l'attuale direttore è Ralph Rugoff, in carica dal 2006.
Nel 2011, la Hayward Gallery è stata aggiunto alla lista dei monumenti protetti dal World Monument Fund, nonostante le fosse stato rifiutato lo status di monumento nazionale nel Regno Unito. [3]
Attualmente, il Southbank Centre e l'Arts Council stanno prendendo in considerazione una riprogettazione del palazzo della Hayward Gallery: secondo un progetto di Richard Rogers, selezionato per concorso, è prevista la realizzazione di una copertura dei tre edifici della Hayward Gallery, della Queen Elizabeth Hall e della Purcell Room con un tetto in vetro a forma di onda, che avrebbe inoltre collegato la Royal Festival Hall al Waterloo Bridge. Tuttavia, tale progetto non è ancora stato sviluppato a causa degli elevati costi di realizzazione e dell'opposizione della Twentieth Century Society, la quale ritiene questa copertura dannosa per la struttura degli edifici sottostanti.

## Esposizioni
La Hayward Gallery non possiede alcuna collezione permanente, ma la sua politica prevede che ogni anno vengano ospitate circa tre o quattro grandi mostre che abbraccino l'arte visiva di tutte le epoche ed in particolare del contemporaneo. In passato, sono state esposte opere di maestri come leonardo Da Vinci ed Edvard Munch, ma recentemente, il programma espositivo è stato incentrato sui grandi nomi del contemporaneo, come Dan Flavin e Antony Gormley.
A differenza delle altre gallerie inglesi che ricevono finanziamenti statali, l'ingresso al pubblico è gratuito.

### Esposizioni (selezione)
- Andy Warhol: other voices, other rooms (2009)
- Mark Wallinger: The Russian Linesman- Frontiers, Borders and Thresholds (2009)
- Guido van der Werve (2009)
- Alexander Rodchenko (2008)
- Antony Gormley: Blind Light (2007)
- Dan Flavin: A Retrospective (2006)
- Undercover Surrealism Picasso, Miro, Masson and the vision of Georges Bataille (2006)
- Africa Remix: Contemporary Art of a Continent (2005)
- Universal Experience Art, Life and the Tourist's Eye (2005)
- Roy Lichtenstein (2004)
- Paul Klee (2002)
- Ansel Adams at 100 (2002)
- William Eggleston (2002)